# ویتنام ایرلاینز

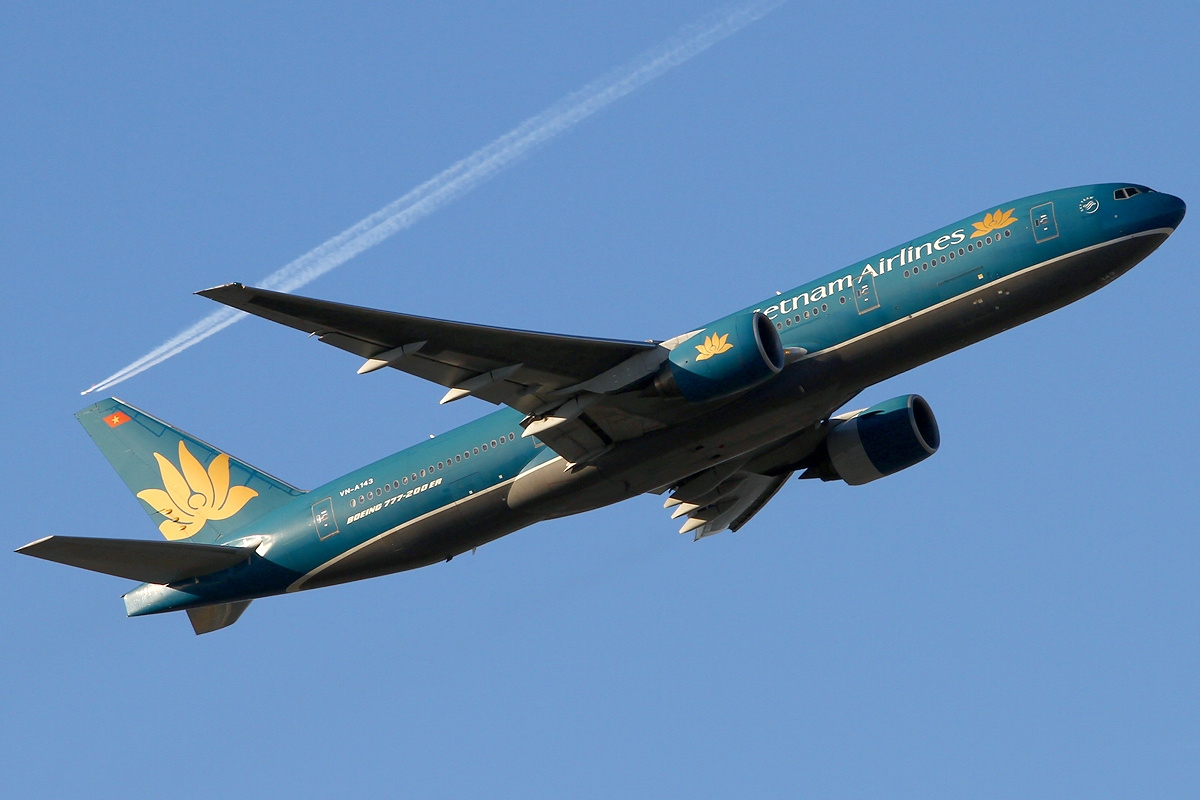
هواپیمای بوئینگ ۷۷۷ متعلق به ویتنام ایرلاینز، بر فراز شهر فرانکفورت

ویتنام ایرلاینز، (به انگلیسی: Vietnam Airlines) شرکت هواپیمایی حامل پرچم ویتنام است، که دفتر مرکزی آن در شهر هانوی، ویتنام قرار دارد و قطب‌های این شرکت هواپیمایی در فرودگاه بین‌المللی نوا به، فرودگاه سایگون و فرودگاه لانگ ثان مستقر می‌باشند. 
شرکت ویتنام ایرلاینز در سال ۱۹۵۶ توسط دولت ویتنام راه‌اندازی شد و در حال حاضر روزانه به ۵۲ مقصد، در ۱۷ کشور جهان، پرواز مستقیم دارد. این شرکت در سال ۲۰۰۹ بیش از ۹٫۳ میلیون مسافر و بالغ بر ۱۱۵٫۱۰۰ تن انواع مرسولات بسته‌های پستی را منتقل نموده است. شرکت هواپیمایی ویتنام هم‌اکنون در ناوگان هوایی خود، دارای ۵۲ فروند هواپیمای مسافربری می‌باشد.